# Robert Leroy Cochran
Robert Leroy Cochran, född 28 januari 1886 i Cass County, Nebraska, död 23 februari 1963, var en amerikansk demokratisk politiker. Han var Nebraskas guvernör 1935–1941.
Cochran utexaminerades 1910 från University of Nebraska och deltog i första världskriget som kapten i USA:s armé.
Cochran efterträdde 1935 Charles W. Bryan som Nebraskas guvernör och efterträddes 1941 av Dwight Griswold.
Cochran avled 1963 och gravsattes på begravningsplatsen Lincoln Memorial Park i Lincoln.